# RSC Anderlecht in het seizoen 1972/73
Een overzicht van RSC Anderlecht in het seizoen 1972/73, waarin de club voor het tweede jaar op rij de beker veroverde.

## Spelerskern
| Naam                  | Nationaliteit | Geboortedatum | Vorige club                          |
| --------------------- | ------------- | ------------- | ------------------------------------ |
| Keepers               |               |               |                                      |
| Leen Barth            | Nederland     | 11-01-1951    | Fortuna Vlaardingen (1968–1970)      |
| Gerhard Mair          | Oostenrijk    | 27-05-1942    | Club Brugge (1967–1969)              |
| Jan Ruiter            | Nederland     | 24-11-1946    | FC Volendam (1963–1971)              |
| Verdedigers           |               |               |                                      |
| Hugo Broos            | België        | 10-04-1952    | Humbeek FC (1969–1970)               |
| Camille Delvigne      | België        | 26-09-1954    | /                                    |
| Erik Egyed            | België        | 23-01-1953    | /                                    |
| Georges Heylens       | België        | 08-08-1941    | /                                    |
| Julien Kialunda       | Zaïre         | 24-04-1940    | Union Saint-Gilloise (1960–1965)     |
| Gilbert Van Binst     | België        | 05-07-1951    | /                                    |
| Jos Volders           | België        | 30-12-1949    | /                                    |
| Middenvelders         |               |               |                                      |
| Ludo Coeck            | België        | 25-09-1955    | Berchem Sport (1971–1972)            |
| Eddy De Bolle         | België        | 26-09-1949    | Daring Club de Bruxelles (1965–1972) |
| Werner Deraeve        | België        | 14-03-1950    | /                                    |
| Jean Dockx            | België        | 24-05-1941    | Racing White (1966–1971)             |
| Eddy Lievens          | België        | 03-05-1945    | Sint-Truidense VV (1966–1971)        |
| Jan Verheyen          | België        | 09-07-1944    | Beerschot VAV (1961–1971)            |
| Aanvallers            |               |               |                                      |
| Inge Ejderstedt       | Zweden        | 24-12-1946    | Östers IF (1967–1970)                |
| Attila Ladinszky      | Hongarije     | 30-09-1949    | Feyenoord (1972–1973)                |
| Rob Rensenbrink       | Nederland     | 03-07-1947    | Club Brugge (1969–1971)              |
| William Stallaert     | België        | 07-09-1952    | /                                    |
| Jacques Stockman      | België        | 08-10-1938    | KSV Waregem (1967–1972)              |
| François Van der Elst | België        | 01-12-1954    | /                                    |
| Paul Van Himst        | België        | 20-10-1943    | /                                    |

### Technische staf
|                 |                         |                          |                                    |
| Functie         | Naam                    | Nationaliteit            | Opmerking                          |
| Coach           | Hippolyte Van Den Bosch | België                   | Ad interim vanaf 21 december 1972. |
| Coach           | Georg Keßler (foto)     | Bondsrepubliek Duitsland | Ontslagen op 20 december 1972.     |
| Assistent-coach | Arnold Deraeymaeker     | België                   |                                    |
| Assistent-coach | Jan Brouwer             | Nederland                | Ontslagen in januari 1973.         |
| Kinesitherapeut | Fernand Beeckman        | België                   |                                    |

## Resultaten
Een overzicht van de competities waaraan Anderlecht in het seizoen 1972-1973 deelnam.
| Seizoen 1972/73  | Seizoen 1972/73 | Seizoen 1972/73                   |
| Competitie       | Resultaat       | Uitgeschakeld door / Tegenstander |
| ---------------- | --------------- | --------------------------------- |
| Eerste Klasse    | Zesde           |                                   |
| Beker van België | Winnaar         | Standard Luik                     |
| Europacup I      | 1/8 finale      | Spartak Trnava                    |

## Uitrustingen
| Thuis | Uit | Bekerfinale | Alternatief |

## Transfers

### Zomer
| Naam             | Nationaliteit | Van/naar                 | Type           |
| ---------------- | ------------- | ------------------------ | -------------- |
| Inkomend         |               |                          |                |
| Eddy De Bolle    | België        | Daring Club de Bruxelles | Gekocht        |
| Ludo Coeck       | België        | Berchem Sport            | Gekocht        |
| Jacques Stockman | België        | KSV Waregem              | Gekocht        |
| Uitgaand         |               |                          |                |
| Jean Plaskie     | België        |                          | Einde carrière |
| Jan Mulder       | Nederland     | Ajax                     | Verkocht       |
| Carlo Wouters    | België        | Daring Club de Bruxelles | Verkocht       |
| William De Ruyck | België        | SCUP Jette               | Verkocht       |
| Christian Rigaut | België        |                          | Verkocht       |

### Mei 1973
| Naam             | Nationaliteit | Van/naar  | Type    |
| ---------------- | ------------- | --------- | ------- |
| Inkomend         |               |           |         |
| Attila Ladinszky | Hongarije     | Feyenoord | Gekocht |

## Competitie

### Klassement
|         |    |                                | P  | W  | G  | V  | +  | -  | DS  | Ptn |
| ------- | -- | ------------------------------ | -- | -- | -- | -- | -- | -- | --- | --- |
| K       | 1  | Club Brugge KV                 | 30 | 17 | 11 | 2  | 53 | 26 | 27  | 45  |
| (UEFA)  | 2  | R. Standard Club Liégeois      | 30 | 12 | 14 | 4  | 45 | 25 | 20  | 38  |
| (UEFA)  | 3  | R. Racing White                | 30 | 10 | 17 | 3  | 45 | 49 | −4  | 37  |
| (UEFA)  | 4  | K. Beerschot VAV               | 30 | 14 | 8  | 8  | 40 | 33 | 7   | 36  |
|         | 5  | KV Mechelen                    | 30 | 10 | 16 | 4  | 37 | 28 | 9   | 36  |
| (beker) | 6  | RSC Anderlechtois              | 30 | 12 | 10 | 8  | 47 | 30 | 17  | 34  |
|         | 7  | R. Antwerp FC                  | 30 | 13 | 5  | 12 | 43 | 38 | 5   | 31  |
|         | 8  | K. Berchem Sport               | 30 | 11 | 9  | 10 | 28 | 28 | 0   | 31  |
|         | 9  | K. Lierse SV                   | 30 | 10 | 11 | 9  | 43 | 43 | 0   | 31  |
|         | 10 | RFC Liégeois                   | 30 | 9  | 11 | 10 | 34 | 35 | −1  | 29  |
|         | 11 | KSV Cercle Brugge              | 30 | 9  | 10 | 11 | 33 | 44 | −11 | 28  |
|         | 12 | K. Beeringen FC                | 30 | 8  | 10 | 12 | 28 | 39 | −11 | 26  |
|         | 13 | K. Sint-Truidense VV           | 30 | 6  | 13 | 11 | 31 | 41 | −10 | 25  |
|         | 14 | KFC Diest                      | 30 | 8  | 5  | 17 | 30 | 51 | −21 | 21  |
| D       | 15 | Union Royale Saint-Gilloise    | 30 | 4  | 11 | 15 | 17 | 38 | −21 | 19  |
| D       | 16 | R. Crossing Club de Schaerbeek | 30 | 3  | 7  | 20 | 20 | 56 | −36 | 13  |

P: wedstrijden gespeeld, W: wedstrijden gewonnen, G: gelijke spelen, V: wedstrijden verloren, +: gescoorde doelpunten, -: doelpunten tegen, DS: doelsaldo, Ptn: totaal punten
K: kampioen, D: degradeert, (beker): bekerwinnaar, (UEFA): geplaatst voor UEFA-beker

## Statistieken
De spelers met de meeste wedstrijden zijn in het groen aangeduid, de speler met de meeste doelpunten in het geel.
| Naam                  | Eerste klasse | Eerste klasse | Beker van België | Beker van België | Europacup I | Europacup I | Totaal | Totaal |
| Naam                  | Wed           | Goals         | Wed              | Goals            | Wed         | Goals       | Wed    | Goals  |
| --------------------- | ------------- | ------------- | ---------------- | ---------------- | ----------- | ----------- | ------ | ------ |
| Leen Barth            | 4             | 0             | 1                | 0                | 1           | 0           | 6      | 0      |
| Hugo Broos            | 23            | 0             | 5                | 0                | 3           | 0           | 31     | 0      |
| Ludo Coeck            | 19            | 3             | 3                | 1                | 0           | 0           | 22     | 4      |
| Eddy De Bolle         | 8             | 0             | 1                | 0                | 1           | 0           | 10     | 0      |
| Camille Delvigne      | 1             | 0             | 2                | 0                | 0           | 0           | 3      | 0      |
| Werner Deraeve        | 16            | 1             | 1                | 0                | 1           | 0           | 18     | 1      |
| Jean Dockx            | 29            | 2             | 6                | 1                | 4           | 0           | 39     | 3      |
| Erik Egyed            | 1             | 0             | 0                | 0                | 0           | 0           | 1      | 0      |
| Inge Ejderstedt       | 30            | 10            | 6                | 4                | 4           | 1           | 40     | 15     |
| Georges Heylens       | 30            | 0             | 6                | 0                | 4           | 0           | 40     | 0      |
| Julien Kialunda       | 0             | 0             | 0                | 0                | 0           | 0           | 0      | 0      |
| Attila Ladinszky      | 0             | 0             | 1                | 2                | 0           | 0           | 1      | 2      |
| Eddy Lievens          | 7             | 2             | 1                | 1                | 2           | 0           | 10     | 3      |
| Gerhard Mair          | 0             | 0             | 0                | 0                | 0           | 0           | 0      | 0      |
| Rob Rensenbrink       | 24            | 16            | 5                | 3                | 4           | 4           | 33     | 23     |
| Jan Ruiter            | 27            | 0             | 6                | 0                | 3           | 0           | 36     | 0      |
| William Stallaert     | 0             | 0             | 0                | 0                | 0           | 0           | 0      | 0      |
| Jacques Stockman      | 10            | 0             | 1                | 0                | 3           | 0           | 14     | 0      |
| Gilbert Van Binst     | 24            | 0             | 6                | 0                | 4           | 0           | 34     | 0      |
| François Van der Elst | 14            | 0             | 4                | 0                | 1           | 0           | 19     | 0      |
| Paul Van Himst        | 29            | 8             | 6                | 4                | 4           | 1           | 39     | 13     |
| Jan Verheyen          | 30            | 4             | 6                | 0                | 4           | 0           | 40     | 4      |
| Jos Volders           | 29            | 1             | 4                | 0                | 4           | 1           | 37     | 2      |

## Individuele prijzen
| Prijs                      | Winnaar           |
| -------------------------- | ----------------- |
| Topscorer in Eerste Klasse | Rob Rensenbrink * |

* Rob Rensenbrink deelde deze prijs met Alfred Riedl van STVV.

## Afbeeldingen

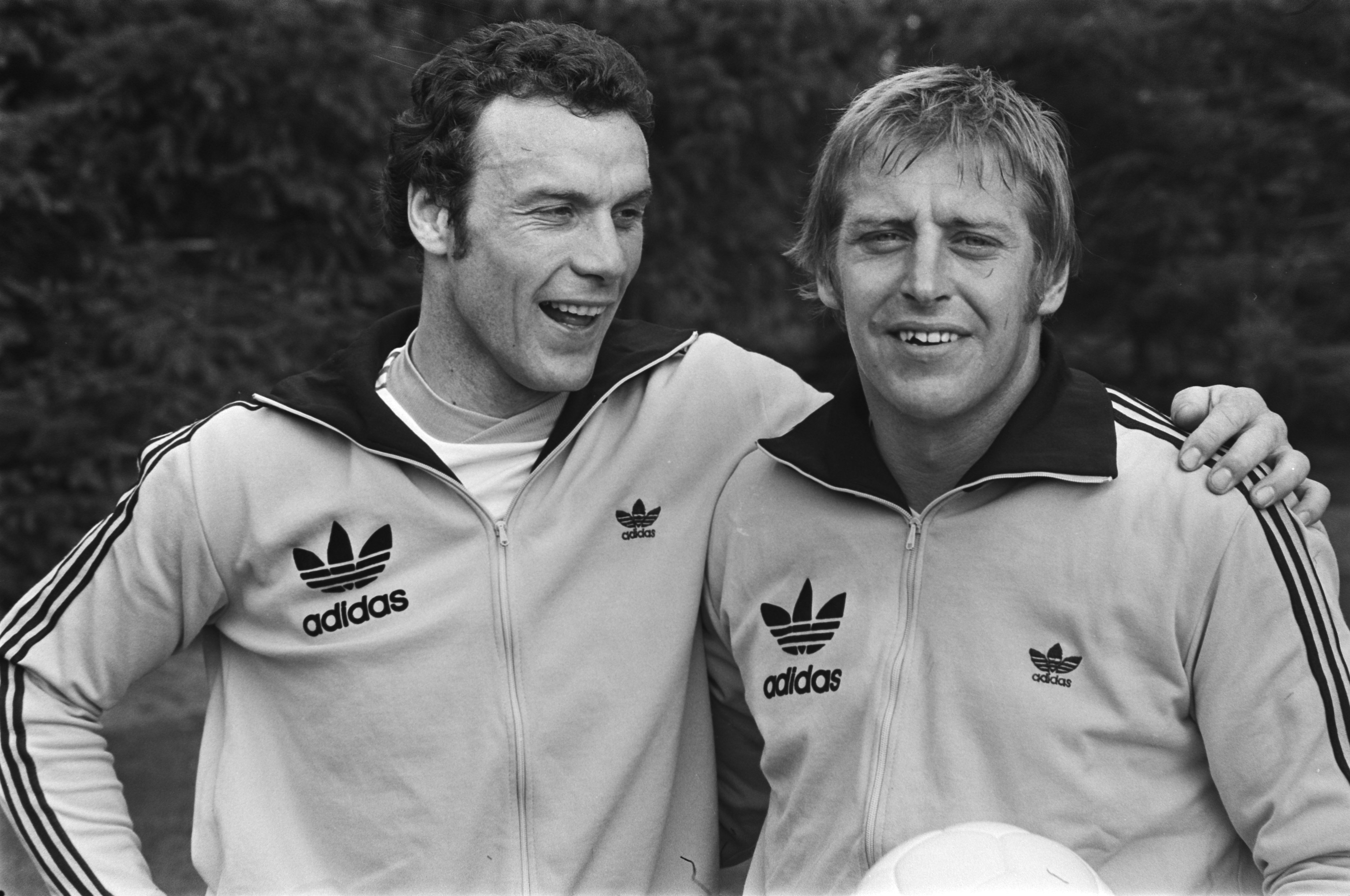
Jan Ruiter (doelman)
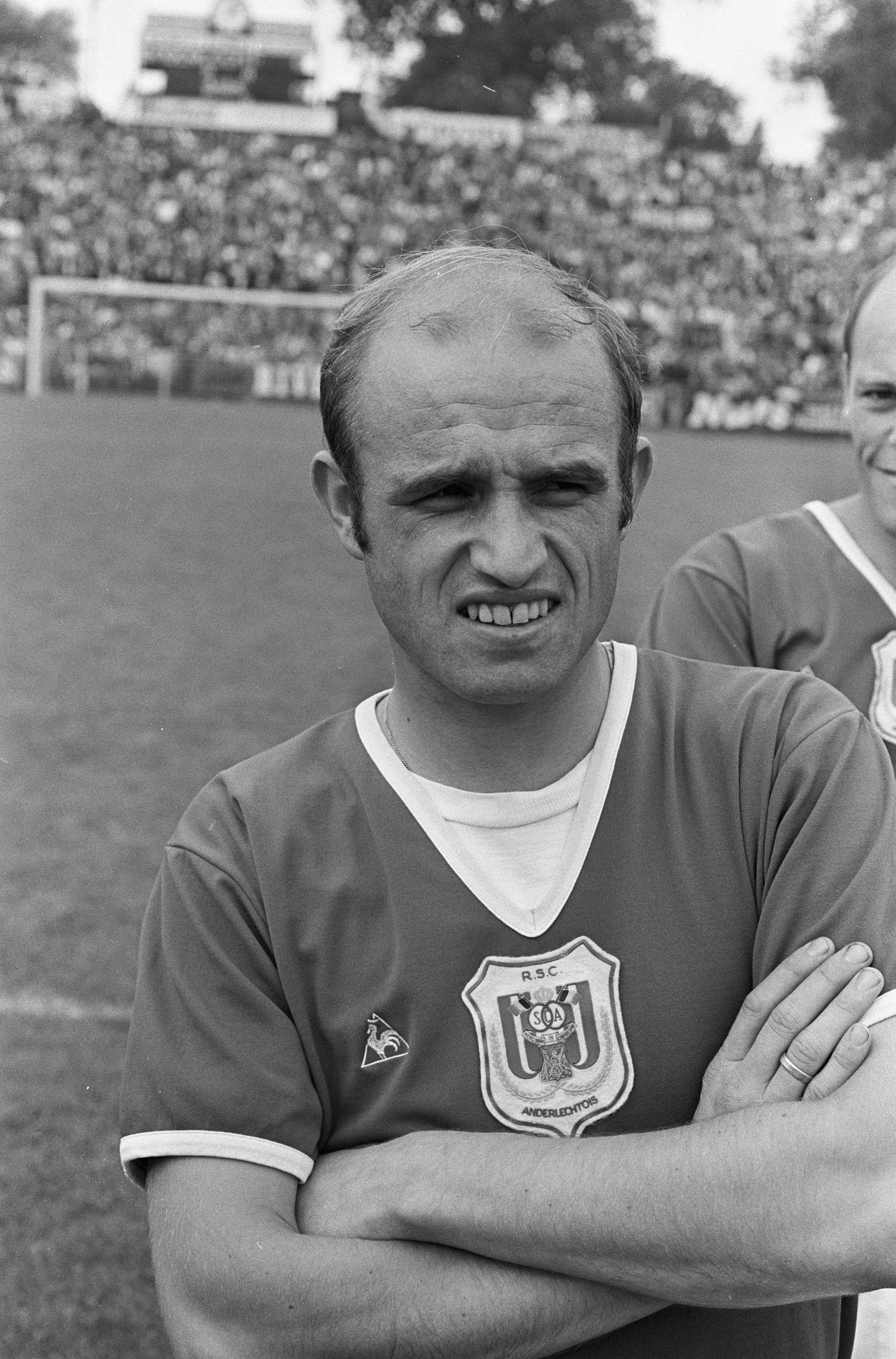
Georges Heylens (verdediger)
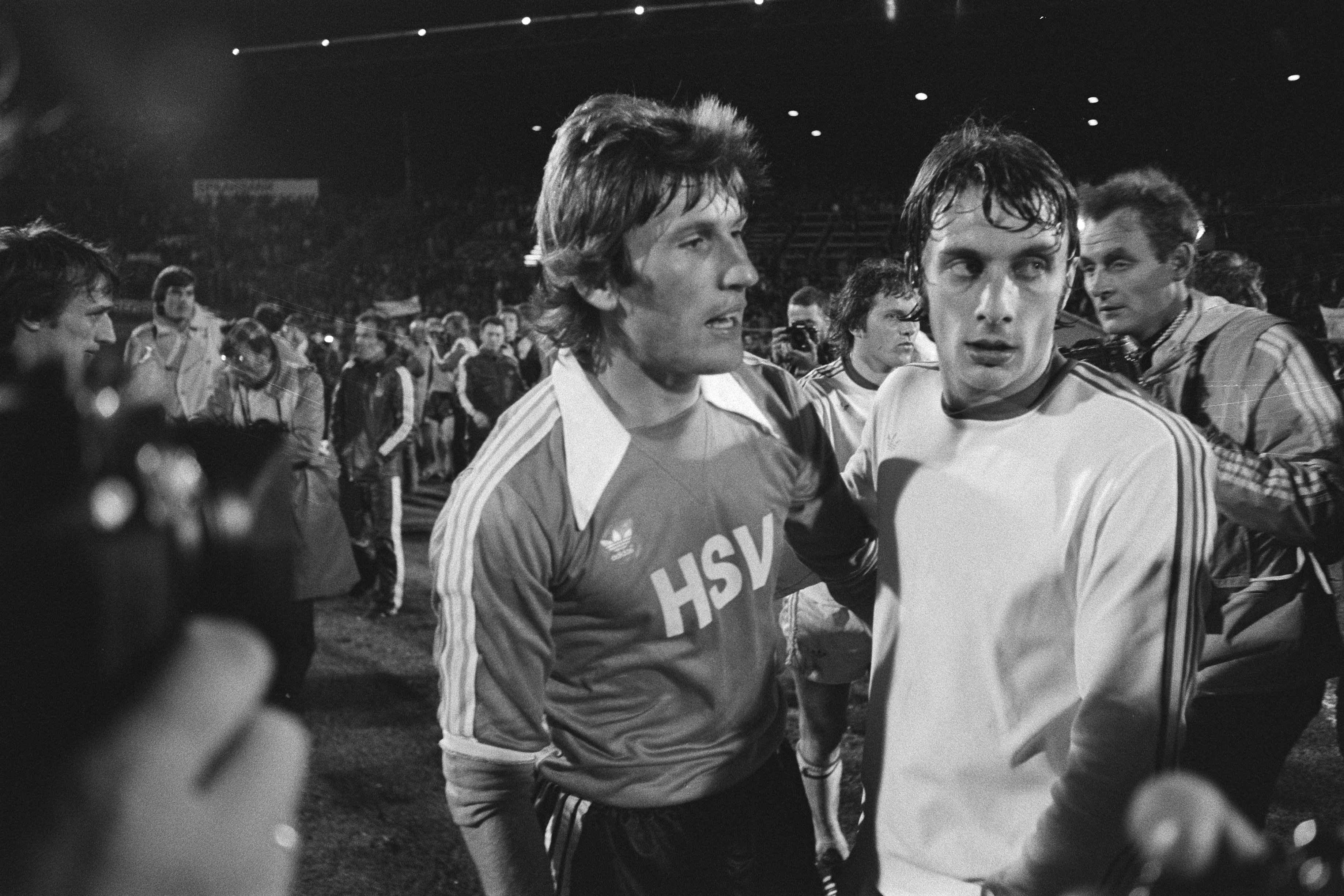
Gilbert Van Binst (verdediger)
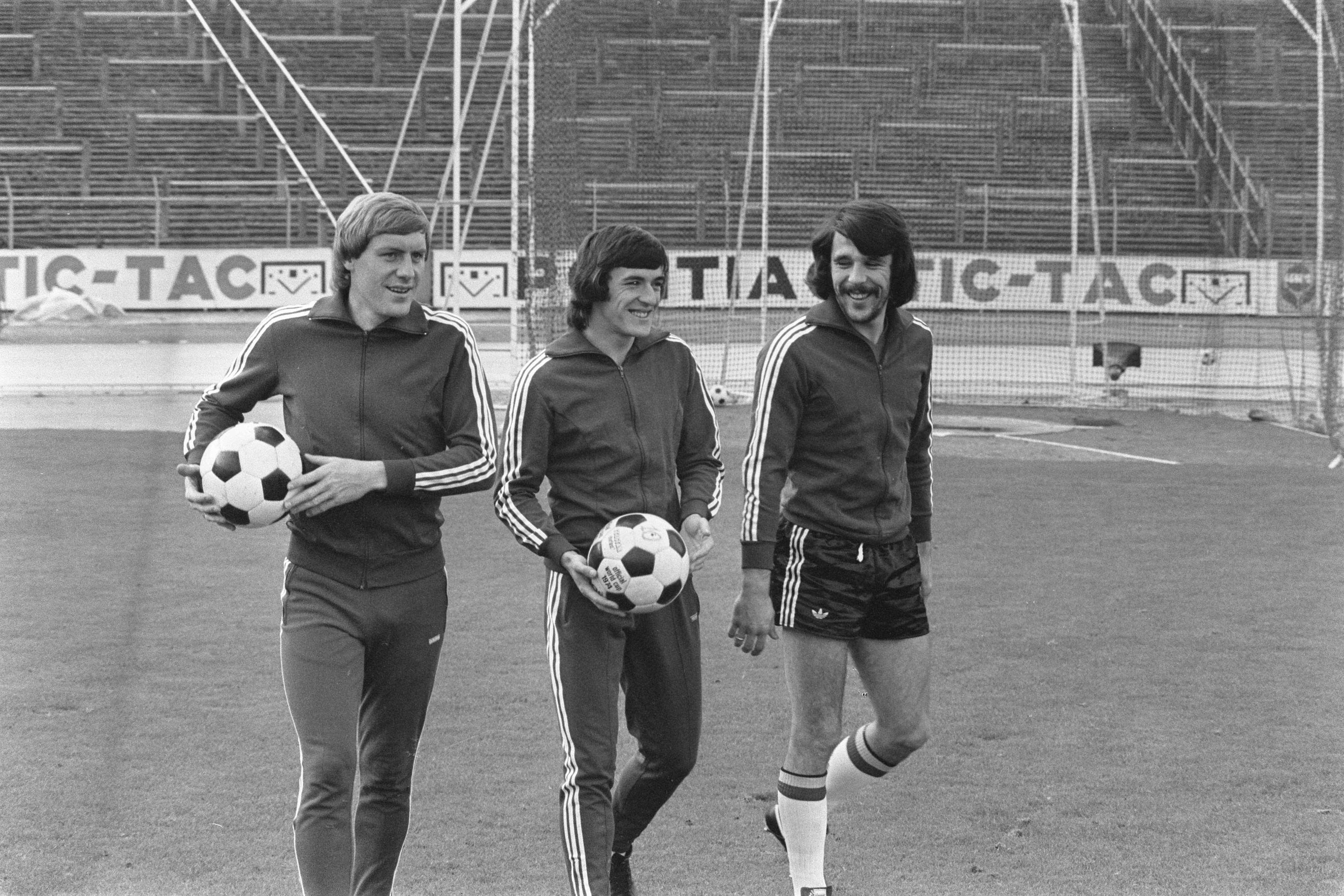
Hugo Broos (verdediger)
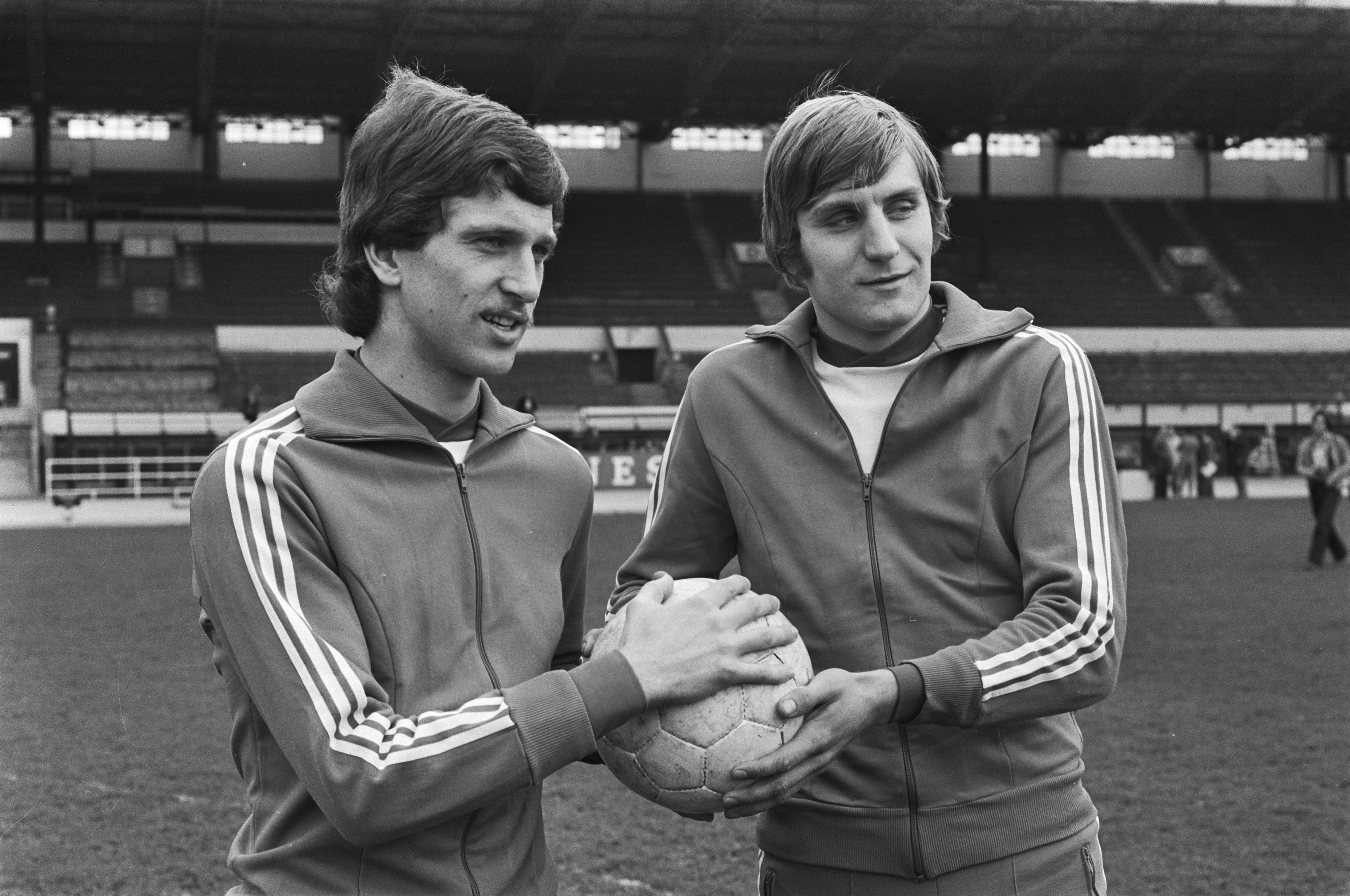
Ludo Coeck (middenvelder)
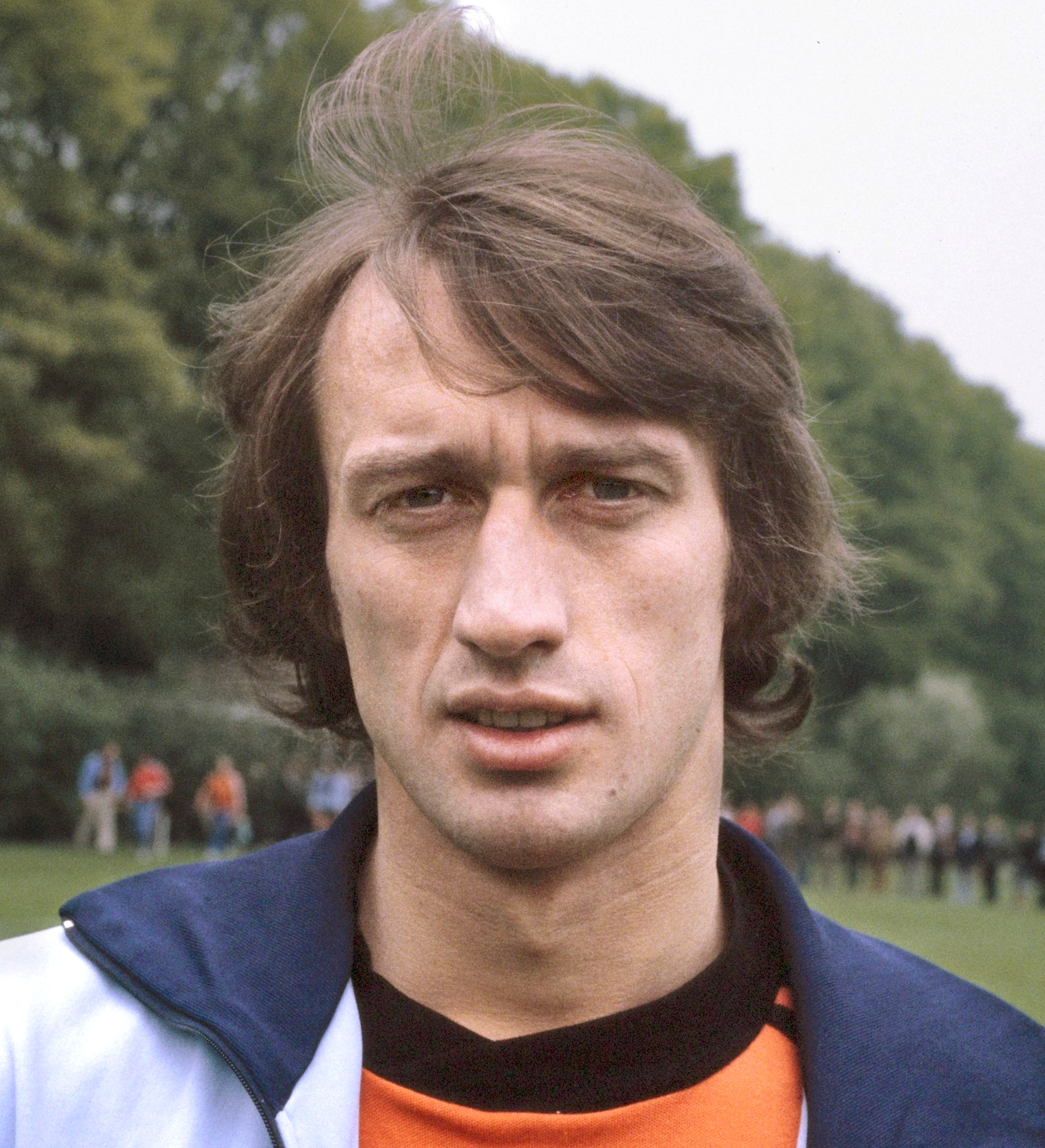
Rob Rensenbrink (aanvaller)
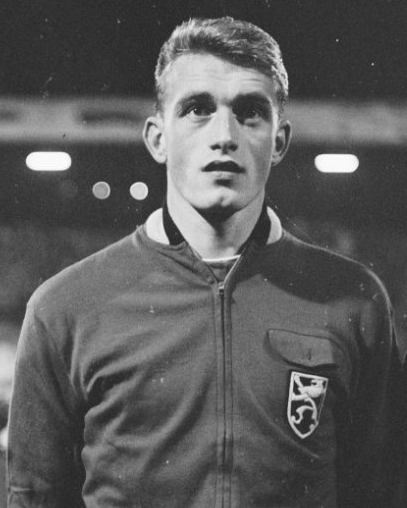
Paul Van Himst (aanvaller)
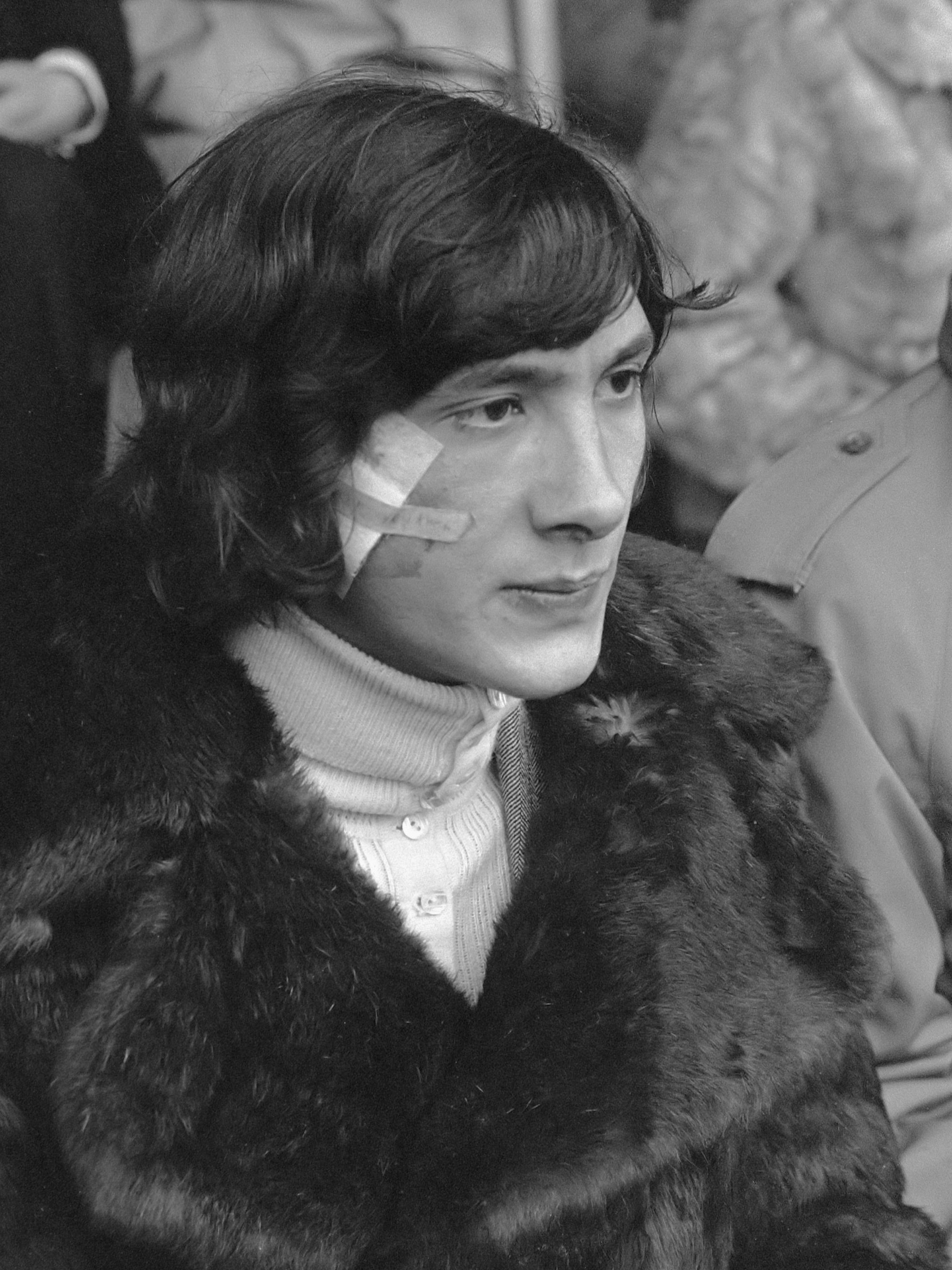
Attila Ladinszky (aanvaller)